# 別廖佐夫斯基 (克麥羅沃州)
55°40′N 86°15′E / 55.667°N 86.250°E
別廖佐夫斯基（俄语：Берёзовский）是俄羅斯克麥羅沃州北部的一個城市，位於克麥羅沃以北27公里。2002年時人口為48,299人。
1949年開埠。1965年與十月鎮（Октя́брьский）和庫爾加諾夫卡（Кургановка）合併並建市。